# Heilig Hartbeeld (Velden)
Het Heilig Hartbeeld is een standbeeld in de Nederlandse plaats Velden, in de provincie Limburg.

## Achtergrond
Het Heilig Hartbeeld was een geschenk van de parochianen aan pastoor Joosten, ter gelegenheid van diens veertigjarig priesterjubileum in 1930. Het werd geplaatst naast de Sint-Andreaskerk.

## Beschrijving
Het beeld toont een staande Christusfiguur, gekleed in gedrapeerd gewaad. Hij wijst als Middelaar met zijn rechterhand naar de hemel, de linkerhand wijst naar beneden. Op zijn borst is het Heilig Hart zichtbaar. 
Het beeld staat op een muur waarop drie plaquettes zijn aangebracht; de buitenste twee met florale motieven in reliëf, de middelste met de tekst 

BIJ GELEGENHEID V.H. 40 JARIG PRIESTERFEEST AAN DEN ZEER EERW. HEER PASTOOR P.Q.W. JOOSTEN DOOR DE PAROCHIE VELDEN IN DANKBAARHEID AANGEBODEN 
24 MAART 1930